# Ornithoptera richmondia
Ornithoptera richmondia — крупная дневная бабочка семейства Парусники. Ранее вид периодически рассматривали как подвид орнитоптеры приам или Ornithoptera euphorion.

## Местообитания
Влажные тропические леса. В горных районах поднимается на высоты до 800 метров над уровнем моря. Бабочки активны в утренние и вечерние часы.

## Ареал
Эндемик Австралии, обитает только на ограниченной территории штата Новый Южный Уэльс и Квинсленд.

## Кормовые растения гусениц
Pararistolochia pravenosa, Pararistolochia laheyana, Aristolochia tagala, Aristolochia elegans, Pachliopta polydorus queenslandicus.

## Замечания по охране
Занесен в перечень чешуекрылых экспорт, реэкспорт и импорт которых регулируется в соответствии с Конвенцией о международной торговле видами дикой фауны и флоры, находящимися под угрозой исчезновения (СИТЕС).